# Loren Dean
Loren Dean Jovicic (Las Vegas (Nevada), 31 juli 1969) is een Amerikaans acteur.

## Biografie
Dean werd geboren in Las Vegas (Nevada) maar groeide na de scheiding van zijn ouders met zijn moeder op in Los Angeles. Hij heeft de high school doorlopen aan de Santa Monica High School in Santa Monica (Californië) en haalde in 1986 zijn diploma. Na zijn studie verhuisde hij naar New York voor zijn acteercarrière, hij begon met acteren in lokale theaters.

## Filmografie

### Films
Uitgezonderd korte films.
- 2019 Ad Astra - als Donald Stanford
- 2018 The Mule - als agent Brown
- 2011 Who Is Simon Miller? – als Simon Miller
- 2010 Conviction – als Rick Miller
- 2008 The Poker Club – als Curtis Wilcox
- 2008 Reservations – als Marc
- 2001 The War Bride – als Joe
- 2000 Space Cowboys – als Ethan Glance
- 1999 Mumford – als Mumford
- 1998 Enemy of the State – als Hicks
- 1998 Starstruck – als Kyle Carey
- 1997 Gattaca – als Anton Freeman
- 1997 The End of Violence – als Dena Brock
- 1997 Rosewood – als James Taylor
- 1996 Mrs. Winterbourne – als Steve DeCunzo
- 1995 How to Make an American Quilt – als Preston
- 1995 Apollo 13 – als John Aaron
- 1995 The Passion of Darkly Noon – als Jude
- 1993 J.F.K.: Reckless Youth – als Joe Kennedy jr.
- 1993 The American Clock – als jonge Lee Baumier
- 1992 Conquest of Paradise – als oudere Fernando Columbus
- 1991 Billy Bathgate – als Billy Bathgate
- 1989 Say Anything... – als Joe
- 1988 Plain Clothes – als Matt Dunbar

### Televisieseries
Uitgezonderd eenmalige gastrollen.
- 2010 Terriers – als Jason Adler – 6 afl.
- 2006 – 2008 Bones – als Russ Brennan – 5 afl.
- 2007 The Bronx Is Burning – als Fran Healy – 2 afl.

- Bibliothèque nationale de France: cb14170010n (data)
- Gemeinsame Normdatei: 1062026314
- International Standard Name Identifier: 0000 0000 4181 8133
- Library of Congress Control Number: no97077074
- Nationale Bibliotheek van Tsjechië: xx0150987
- Nationale Bibliotheek van Israël: 987007446978105171
- Nederlandse Thesaurus van Auteursnamen: 20348505X
- Système universitaire de documentation: 069130167
- Virtual International Authority File: 63618630
- WorldCat: E39PBJwthkvRFqdgxvCFmJ6Yfq